# Haji Alijev
Haji Alijev, född den 21 april 1991 i Nachitjevan, är en azerisk brottare.
Han tog OS-brons i 57 kg-klassen i samband med de olympiska tävlingarna i brottning 2016 i Rio de Janeiro. Vid olympiska sommarspelen 2020 i Tokyo tog Alijev silver i 65-kilosklassen efter att förlorat finalen mot japanske Takuto Otoguro.